# Lee Remicková
Lee Ann Remicková (14. prosince 1935 – 2. července 1991) byla americká herečka, držitelka ceny BAFTA, dvojnásobná držitelka ocenění Zlatý glóbus a držitelka nominace ceny Oscar.

## Životopis
Narodila se ve městě Quincy ve státě Massachusetts. V mládí navštěvovala taneční školu, a později absolvovala prestižní divadelní Actors' Studio v New Yorku. V roce 1953 Remicková debutovala na Broadwayi.
První filmovou roli hrála v roce 1957 ve filmu Elia Kazana Tvář v davu. Následovaly další větší role ve filmech Dlouhé horké léto a Anatomie vraždy. V roce 1960 se objevila v dalším filmu Elii Kazana Divoká řeka. V roce 1962 byla nominována na Oscara pro nejlepší herečku za roli Kirsten Clayové ve filmu Dny vína a růží, ve kterém hrála po boku Jacka Lemmona.
Další významné role ztvárnila například v thrilleru Přichází Satan! z roku 1976, nebo o dva roky později ve filmu Dotek Medúzy.
Zemřela 2. července 1991 na rakovinu ledvin ve svém domě v Los Angeles ve věku 55 let. Za svůj přínos filmovému průmyslu byla Remicková poctěna hvězdou na hollywoodském chodníku slávy.

## Filmografie (výběr)
- 1957: Tvář v davu (A Face in the Crowd), režie Elia Kazan
- 1958: Dlouhé horké léto (The Long, Hot Summer), režie Martin Ritt
- 1959: Anatomie vraždy (Anatomy of a Murder), režie Otto Preminger